# Ceraclea sobradieli
Ceraclea sobradieli là một loài Trichoptera trong họ Leptoceridae. Chúng phân bố ở miền Cổ bắc.